# Махмуд ибн Малик-шах
Насир уд-Дин Махмуд ибн Малик-шах (араб. محمود بن ملكشاه‎; ум. в 1094 г.) — султан Великой Сельджукской империи. Правил с 1092 года по 1094 год.
Через месяц после убийства ассасинами Низама аль-Мулька скончался Малик-шах. После смерти Малик-шаха I начался быстрый распад империи: обособился Конийский султанат Кылыч-Арслана I, затем Сирийский Тутуша и Кирманский. 
В Хорезме стала быстро усиливаться вассальная династия Ануштегинидов, а в Хорасане восстал сын Алп-Арслана, Арслан-Аргун. Такая раздробленность среди сельджуков привела к неожиданному успеху Первого крестового похода начиная с 1096 года.
В условиях распада государства, вдова Малик-шаха Туркан-хатун сосредоточила власть в своих руках и провозгласила султаном своего 4-летнего сына Махмуда I. Туркан-хатун двинулась из Багдада на Исфахан, где находился сын Малик-шаха от другой жены — 12-летний Беркиярук. Беркиярук бежал в Рей и здесь был провозглашен султаном. В 1093 г. войска Туркан -хатун потерпели поражение под Баруджердом, а в 1094 г. были окончательно разбиты. Вскоре умерла Туркан-хатун, а затем скончался и Махмуд. Причиной смерти маленького султана стала оспа.